# 스위이

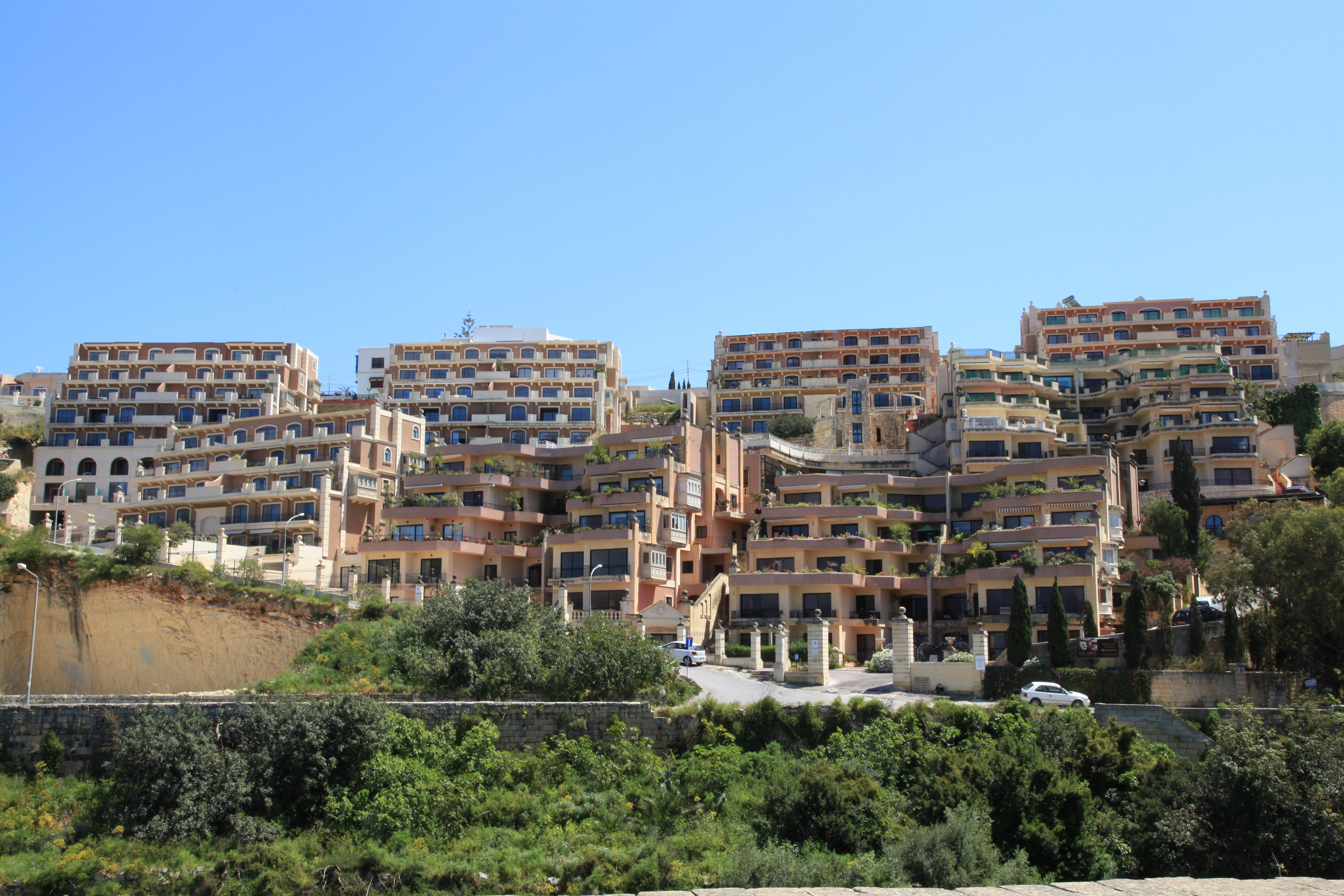
스위이

스위이의 위치

스위이(몰타어: Swieqi)는 몰타 북동부에 위치한 도시로 면적은 3.1km2, 인구는 8,208명(2005년 기준), 인구 밀도는 2,600명/km2이다.

시기
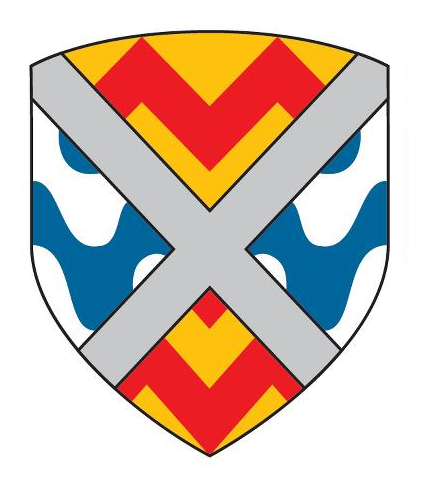
시 문장